# Avicularia minatrix
Avicularia minatrix é uma espécie de aranha pertencente à família Theraphosidae (tarântulas).